# Giancarlo Guerrini
Giancarlo Guerrini (ur. 29 grudnia 1939 w Rzymie, zm. 21 marca 2025 tamże) – włoski piłkarz wodny, złoty medalista olimpijski z Rzymu.
Trzykrotnie uczestniczył na letnich igrzyskach olimpijskich (IO 1960, IO 1964, IO 1968). Na igrzyskach w Rzymie w 1960 roku wraz z kolegami zdobył złoty medal. Zagrał wtedy w 2 meczach strzelając 3 bramki. Na igrzyskach w 1964 i 1968 roku plasowali się tuż za podium, na 4. miejscu.